# Ружицький Костянтин Іванович
Костянтин Іванович Ружицький (29 березня 1888, Мальчиці — 18 червня 1964) — український релігійний діяч. Випускник Волинської духовної семінарії. Ректор Московської духовної академії й семінарії (1951-1964).
Священнослужитель Російської православної церкви, митрофорний протоієрей. Доктор богослов'я (з 1964 року), професор.

## Біографія
Народився 29 березня 1888 року в селі Мальчицях Волинської губернії в родині псаломщика. 1906 закінчив Мелецьке духовне училище. У 1912 році — Волинську духовну семінарію. У 1916 році — Московську духовну академію, зі ступенем кандидата богослов'я. Тема кандидатської роботи: «Вчення Святих отців та церковних письменників про матерію». У 1916 році висвячений в сан священника. У 1916–1919 роках був законовчителем і викладачем латинської мови в середніх навчальних закладах міста Слов'янська.
Після Жовтневого перевороту в Росії, вів активну боротьбу з «живоцерковниками». 1922–1923 роках в Слов'янську з групою інших священників створив організацію під назвою «Бахмутське єпархіальне управління для боротьби з представниками» живої «церкви». 24 лютого 1923 зазначена організація була ліквідована, а її керівники заарештовані ОДПУ СССР. З 1926 залишив священницьку діяльність та працював бухгалтером до звільнення Бахмута від сталіністів.
1941, з приходом німецьких військ, відновив пастирську роботу у Слов'янську. По 1943 служив у Троїцькому соборі міста настоятелем. З новим приходом сталіністів протоієрей Костянтин фактично утік до міста Київ, де призначений настоятелем Володимирського кафедрального собору та керуючим справами Українського екзархату Московської патріархії. Завдяки впливовим захисникам, йому вдалося уникнути арешту за стандартною статтею — співпраця з окупантами.
З 1948 по 1949 викладав грецьку мову і психологію в Київській духовній семінарії. З 1951 року — ректор Московської духовної академії і був викладачем морального богослов'я. У 1960 році отримав ступінь магістра богослов'я і звання професора і з цього часу був головою Навчального комітету при Священному синоді.

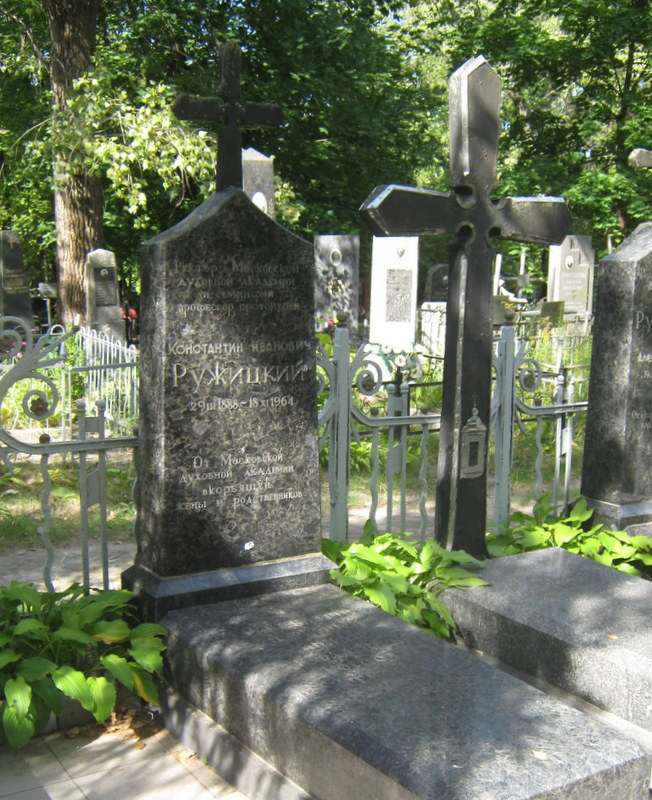
Могила Костянтина Ружицького

Помер 18 червня 1964 року. Відспівування покійного 20 листопада очолив митрополит Пимен. Похований в Києві на Святошинському кладовищі (ділянка № 4).

## Нагороди
Був нагороджений усіма нагородами, доступними протоієрейському сану, орденом Святого князя Володимира, патріаршим хрестом (1959), медаллю «За доблесну працю у Великій Вітчизняній війні», орденами ряду помісних церков.